# Bioetik
Bioetik är ett vetenskapligt område som handlar om sambanden mellan å ena sidan biologi, naturvetenskap och medicin och å andra sidan etik, filosofi och teologi.
Bioetiken, som är en tämligen ny vetenskap, sysslar med frågor som genteknik, kloning, eugenik, dödshjälp, infertilitet, genterapi, stamcellsforskning, människoceller i djur, transsexualism och könskorrigering, med mera. Frågorna är med andra ord politiskt laddade. Den politik som hör till bioetiken kallas biopolitik. En filosof som sysslat mycket med bioetik i Sverige är Torbjörn Tännsjö, som är utilitarist. Andra svenska bioetiker inkluderar Niklas Juth, Christian Munthe, Lars Sandman, och Kristin Zeiler.

## Några kända bioetiker
- Peter Singer
- Daniel Callahan
- Daniel Brock
- Mark Siegler
- Joseph Fins
- Jacob Appel
- Wesley J. Smith
- Francis Fukuyama
- James Childress
- Vandana Shiva